# Dumitru Stângaciu
Dumitru Stângaciu (Brassó, 1964. augusztus 9. –) román válogatott labdarúgókapus.

## Sikerei, díjai
Steaua București
- Román bajnok (7): 1984–85, 1985–86, 1986–87, 1987–88, 1992–93, 1993–94, 1994–95
- Román kupa (3): 1984–85, 1986–87, 1991–92
- Román szuperkupa (1): 1994
- Bajnokcsapatok Európa-kupája (1): 1985–86
- UEFA-szuperkupa (1): 1986

Kocaelispor
- Török kupa (1): 1996–97